# غارلاند إي. بوريل جونيور
غارلاند إي. بوريل جونيور (بالإنجليزية: Garland Ellis Burrell Jr.)‏ هو محامي وقاضي أمريكي، ولد في 4 يوليو 1947 في لوس أنجلوس في الولايات المتحدة.